# Lunestedt
Lunestedt là một đô thị thuộc huyện Cuxhaven, trong bang Niedersachsen, Đức. Đô thị này có diện tích 17,25 km².
Lunestedt đã thuộc Tổng giáo phận Bremen, thành lập năm 1180. Năm 1648, Tổng giáo phận đã được chuyển sang cho Lãnh địa công tước Bremen, ban đầu được cai quản bằng một liên minh cá nhân bởi Hoàng gia Thụy Điển - bị gián đoạn bởi sự chiếm đóng của Đan Mạch (1712-1715) - và từ năm 1715 trở đi bởi Hoàng gia Hanover. Năm 1807, vương quốc Westphalia đã thôn tín lãnh địa này, trước khi bị Pháp thôn tính vào năm 1810. Năm 1813, lãnh địa này đã được giao lại cho Thái ấp tuyến hầu Hanover, sau đó được nâng thành vương quốc Hanover vào năm 1814 - hợp nhất lãnh địa trong một liên minh thật sự và lãnh thổ Ducal, bao gồm cả Lunestedt, đã trở thành một bộ phận của bang mới được lập năm 1823.